# Конажевский, Томаш
Томаш Конажевский (пол. Tomasz Konarzewski; 17 июля 1904 г., Серадз, Царство Польское — 20 февраля 1974 г., Лодзь, Польская Народная Республика) — польский боксёр, олимпиец.

## Биография
Родился 17 июля 1904 года в Серадзе в семье строительного прораба Зыгмунта Конажевского и Юлии Рау. Когда Томашу исполнилось пять лет, семья переехал вглубь России, где его отец получил новую работу. Учился в 1-м казачьем реальном училище в Краснодаре, затем в Туркестане, Казани и Киеве, а по возвращении в Польшу (1918) окончил Государственное текстильное училище в Лодзи, где получил диплом техника-текстильщика (1922).
Он брал уроки бокса у Эугениуша Новака, предтечи этого вида спорта в Лодзи и Пабьянице. Под его руководством он быстро освоил азы бокса, вступил в Лодзинский боксерский клуб (1923-1924) и, защищая его цвета, завоевал титул чемпиона в тяжёлом весе на первом чемпионате Польши в Познани (1924). Впоследствии он еще пять раз завоевывал титул чемпиона Польши: в тяжёлом весе в 1925, 1926, 1932 и 1933 годах и в полутяжёлом весе в 1930 году. В 1925 году титул был присвоен ему без боя, так как он был единственным претендентом в категории тяжеловесов.
Участвовал в Олимпийских играх 1924 года в Париже в тяжёлом весе, но проиграл первый бой датчанину Роберту Ларсену. Дважды участвовал в чемпионатах Европы. В Берлине в 1927 году он занял 4-е место в тяжёлом весе, проиграв немцу Гансу Шёнрату и датчанину Якобу Михаэльсену, а в Будапеште в 1930 году дошёл до четвертьфинала полутяжёлого веса. Трижды дрался за сборную Польши в международных матчах, добившись одной ничьей и потерпев два поражения в 1930—1932 годах.
Выступал за лодзинские клубы Łódź Boxing Club, Union Łódź и IKP Łódź, начиная с 1922 по 1933 годы.
В общей сложности провёл 127 боёв, из них выиграл 98, проиграл 16, вничью — 13.
После окончания карьеры он был тренером по боксу, в 1957—1961 годах работал в Stal Stalowa Wola.
Был женат, имел двух сыновей и дочь. Его сын Зигмунт (1932—1970) также стал известным боксёром, чемпионом и вице-чемпионом Польши.
Томаш Конажевский умер 7 января 1980 года в Лодзи, похоронен на Старом кладбище (участок 2).